# NGC 4758
NGC 4758 is een onregelmatig sterrenstelsel in het sterrenbeeld Hoofdhaar. Het hemelobject werd op 21 maart 1784 ontdekt door de Duits-Britse astronoom William Herschel.

## Synoniemen
- UGC 8014
- MCG 3-33-15
- ZWG 100.15
- IRAS 12502+1607
- PGC 43707